# Daniel Thedy
Daniel Thedy, né le 22 février 1996, est un coureur de fond italien spécialisé en kilomètre vertical. Il a remporté le titre de champion d'Europe de skyrunning dans la discipline.

## Biographie
Daniel Thedy se révèle dans la discipline du kilomètre vertical en 2025. Le 1er février, il crée la sensation en remportant le Weiss Runner Vertical devant les favoris et remporte le titre de champion d'Italie de la discipline de SkySnow Vertical. Le 14 mars, il confirme son talent pour la discipline en dominant l'épreuve verticale des championnats d'Europe de SkySnow à Tarvisio. Il s'impose avec près d'une minute d'avance sur son compatriote Tadei Pivk. Le 15 juin, il s'élance pour la troisième fois au départ de l'AMA VK2. Malgré des conditions peu optimales et une casse de crampon, il effectue une solide course et remporte la victoire en 1 h 30 min 32 s. Il établit ainsi un nouveau record du parcours. Le 3 juillet, il s'élance parmi les favoris sur l'épreuve du kilomètre vertical lors des championnats d'Europe de skyrunning à Aprica. Il confirme son statut de favori en dominant l'épreuve. Il s'impose aisément en 34 min 41 s et devance de plus d'une minute son plus proche poursuivant, le Norvégien Stian Angermund. Il remporte ainsi son second titre européen.

## Palmarès
| no  | masculin          | Course                                                   | Longueur | Départ           | Temps           |
| --- | ----------------- | -------------------------------------------------------- | -------- | ---------------- | --------------- |
| 2e  | Médaille d'argent | AMA VK2                                                  | 11 km    | 25 juin 2022     | 1 h 46 min 54 s |
| 2e  | Médaille d'argent | AMA VK2                                                  | 9 km     | 15 juin 2024     | 1 h 43 min 28 s |
| 1re | Médaille d'or     | Weiss Runner Vertical                                    | 3,0 km   | 1er février 2025 | 26 min 9 s      |
| 1re | Médaille d'or     | Championnats d'Europe de SkySnow - Vertical              | 3,6 km   | 14 mars 2025     | 33 min 53 s     |
| 1re | Médaille d'or     | Monte Zerbion Vertical                                   | 9,5 km   | 17 mai 2025      | 1 h 28 min 45 s |
| 1re | Médaille d'or     | AMA VK2                                                  | 9 km     | 15 juin 2025     | 1 h 30 min 32 s |
| 1re | Médaille d'or     | Kilomètre vertical du Mont-Blanc                         | 3,8 km   | 27 juin 2025     | 36 min 54 s     |
| 1re | Médaille d'or     | Championnats d'Europe de skyrunning - Kilomètre vertical | 4,32 km  | 3 juillet 2025   | 34 min 41 s     |